# حزب اتحاد برای خودمختاری ملی (ارمنستان)
اتحاد برای خودمختاری ملی (به ارمنی:Ազգային ինքնորոշում միավորում) یک حزب سیاسی در ارمنستان است. این حزب در سال ۱۹۸۷ توسط پارویر هایریکیان، یک طرفدار شوروی دگراندیش که به دنبال استقلال ارمنستان بود، تأسیس شد.

## تاریخچه
این حزب در سال ۱۹۸۷ به‌عنوان جانشین حزب ملی متحد که دیگر وجود نداشت، تأسیس شد.
در اواخر ۱۹۸۹، تعدادی از اعضای شورای اجرایی حزب، از جمله مؤسس گورگیسیان و آشوت نواساردیان، گروهی مسلح به نام ارتش استقلال تأسیس کردند که هدف آن دستیابی به استقلال ارمنستان بود. این گروه در جمهوری سوسیالیستی ارمنستان شوروی و ناحیه خودمختار قره‌باغ کوهستانی با مقامات شوروی درگیری‌های خشونت‌آمیزی داشت. در فوریه ۱۹۹۰، ارتش استقلال از اتحاد برای خودمختاری ملی جدا شد و چندین عضو آن حزب جمهوری‌خواه ارمنستان را بنیان‌گذاری کردند. ارتش استقلال در ۲۳ اوت ۱۹۹۰ منحل شد.
این حزب در انتخابات ریاست‌جمهوری ارمنستان (۱۹۹۱)، هایریکیان را به‌عنوان نامزد خود معرفی کرد. هایریکیان با کسب ۷٫۲٪ از آرا در جایگاه دوم قرار گرفت.
پس از انتخابات پارلمانی ارمنستان (۱۹۹۵), این حزب موفق به کسب ۳ کرسی در مجمع ملی شد. با این حال، در انتخابات پارلمانی ارمنستان (۱۹۹۹)، این حزب تمام نمایندگی سیاسی خود را از دست داد و تنها ۲٫۲۸٪ از آرای عمومی را به دست آورد.
این حزب در انتخابات ریاست‌جمهوری ارمنستان (۲۰۱۳) نیز هایریکیان را به‌عنوان نامزد خود معرفی کرد. هایریکیان با کسب ۱٫۲۳٪ از آرا در جایگاه چهارم قرار گرفت.
پس از یک غیبت طولانی در عرصه سیاست، پارویر هایریکیان اعلام کرد قصد دارد با دیگر احزاب لیبرال و طرفدار دموکراسی یک ائتلاف دموکراتیک تشکیل دهد. پیش از انتخابات پارلمانی ارمنستان (۲۰۱۷)، اتحاد برای خودمختاری ملی درخواست کرد به ائتلاف راه خروج بپیوندد، اما این درخواست بی‌پاسخ ماند.
با وجود این ناکامی، هایریکیان تأیید کرد که اتحاد برای خودمختاری ملی در انتخابات کلیدی آینده شرکت خواهد کرد، اما این حزب در انتخابات پارلمانی ارمنستان (۲۰۱۸) شرکت نکرد.
در مه ۲۰۲۰، برخی از اعضای کلیدی حزب از ائتلاف قطب دموکراتیک ملی حمایت کردند.
اتحاد برای خودمختاری ملی تأیید کرد که در انتخابات پارلمانی ارمنستان (۲۰۲۱) به‌عنوان بخشی از ائتلاف میهن آزاد شرکت خواهد کرد. پس از این انتخابات، ائتلاف میهن آزاد تنها ۰٫۳۲٪ از آرای عمومی را کسب کرد و موفق به کسب هیچ کرسی‌ای در مجمع ملی نشد. این حزب در حال حاضر به‌عنوان یک نیروی فرا پارلمانی فعالیت می‌کند.

## فعالیت‌ها
در آوریل ۲۰۱۶، پارویر هایریکیان در یک کنفرانس مطبوعاتی به همراه تیگران خزمالیان، رهبر حزب اروپایی ارمنستان، شرکت کرد. هر دو رهبر اعلام کردند که یک طومار بزرگ برای جمع‌آوری امضا از شهروندان ایجاد می‌کنند که در آن از دولت می‌خواهند همکاری با روسیه را متوقف کرده و روابط خود را با نهادهای اروپایی عمیق‌تر کنند.
در ژوئن ۲۰۱۹، در یک کنفرانس مطبوعاتی، هایریکیان از نخست‌وزیر نیکول پاشینیان درخواست کرد که ارزش‌های دموکراتیک را در ارمنستان تقویت کند.
در ۳۰ نوامبر ۲۰۱۹، هایریکیان طی سخنرانی‌ای در سفارت اوکراین در ایروان از دولت ارمنستان درخواست کرد که هولودومور اوکراین را به‌عنوان نسل‌کشی به رسمیت بشناسد.
در نوامبر ۲۰۲۰، اتحاد برای خودمختاری ملی به همراه حزب اروپایی ارمنستان و حزب ساسنا تسرر پان‌ارمنی تجمعی در مرکز ایروان برگزار کردند. این سه حزب خواستار ایجاد ارمنستانی کاملاً مستقل شدند که با پایان دادن به اشغال سیاسی روسیه و عدم وابستگی به روسیه، به اروپا نزدیک‌تر شود.
در ۲۲ دسامبر ۲۰۲۰، اتحاد برای خودمختاری ملی، حزب محافظه‌کار و حزب میهن دموکراتیک جلسه مشترکی برای بحث دربارهٔ وضعیت سیاسی ارمنستان برگزار کردند.
در ۱۵ آوریل ۲۰۲۱، این حزب به همراه هشت حزب سیاسی دیگر بیانیه‌ای مشترک امضا کرد که از رئیس‌جمهور ارمنستان درخواست می‌کرد دموکراسی و قانون اساسی ارمنستان در کشور تضمین شود، به‌ویژه در جریان اعتراضات ارمنستان ۲۰۲۰–۲۰۲۱.
در ۲۱ فوریه ۲۰۲۳، کنفرانسی با حضور نیروهای دموکراتیک، شامل احزاب مخالف و جامعه مدنی، در ایروان برگزار شد. نمایندگانی از اتحاد برای خودمختاری ملی، قطب دموکراتیک ملی، حزب اروپایی ارمنستان، حزب جمهوری و بیش از ده نماینده از سازمان‌های جامعه مدنی ارمنستان شرکت داشتند. اعضای کنفرانس از دولت ارمنستان خواستند خروج خود از سازمان پیمان امنیت جمعی و اتحادیه اقتصادی اوراسیا را اعلام کند و ادغام نظامی ارمنستان با ایالات متحده و غرب را مجدداً تنظیم کند. علاوه بر این، شرکت‌کنندگان بیانیه‌ای امضا کردند که از دولت درخواست می‌کرد فوراً درخواست عضویت در اتحادیه اروپا را ارائه دهد.

## ایدئولوژی
این حزب بر این باور است که منطقه قفقاز، از جمله ارمنستان، باید به سمت همگرایی اروپایی و همچنین افزایش ادغام با کشورهای غربی حرکت کند. این حزب به مدت ۱۵ سال بر این موضع تأکید داشته است که همگرایی ارمنستان و آذربایجان در اتحادیه اروپا می‌تواند مناقشه ناگورنو-قره‌باغ را بی‌معنی کرده و بنابراین پیوستن به اتحادیه اروپا به‌عنوان یک راه‌حل پایدار برای این مناقشه دنبال شود.